# Basketballvereniging Uitsmijters
Basketballvereniging Uitsmijters is een Nederlandse basketbalvereniging in Almelo.

## Geschiedenis
De club ontstond in 1962 als een afdeling van Honk- en Softbalvereniging Uitsmijters '55. Toen de basketballafdeling in de jaren 70 een explosieve groei doormaakte, kwam een einde aan de omnivereniging. Op 1 juli 1977 werd de afdeling zelfstandig.
In het seizoen 2019/2020 speelt het eerste herenteam in de landelijke Promotiedivisie en het eerste damesteam in de Eerste Divisie van de Nederlandse Basketball Bond. Voorheen kwam de vereniging al enkele malen uit in de eerste divisie en eredivisie (meisjes junioren).

## Eindklasseringen
- 2019 1e
Eerste divisie
- 2020 5e
Promotiedivisie
- 2021 7e
Promotiedivisie
- 2022 6e
Promotiedivisie
- 2023 3e
Promotiedivisie

- Promotiedivisie
- Eerste divisie